# Kin-Dza-Dza
Kin-Dza-Dza (în rusă Кин-дза-дза!, transliterat: Kin-dza-dza!) este un film sovietic din 1986 scris și regizat de Gheorghi Danelia. Rolurile principale au fost interpretate de actorii Stanislav Liubșin și Evgheni Leonov. Este creat în genurile științifico-fantastic, distopie, comedie neagră. A devenit un film idol. Filmul a fost lansat la 1 decembrie 1986.

## Rezumat
Un extraterestru ciudat încredințează un dispozitiv misterios la doi oameni, Diadia Vova (unchiul Vova) și Skripatch (Violonist).  Ca urmare a manipulării neglijente, cei doi sunt teleportați pe planeta deșert Plouke din galaxia Kin-dza-dza. Populată de telepați umanoizi, pe planetă s-a dezvoltat un paradox curios. Deși are o tehnologie mult înaintea Pământului, Plouke are un sistem social similar barbariei...

## Distribuție
- Stanislav Liubșin - Vladimir Nikolaievici Mașkov (unchiul Vova (ori "Mister Vova")
- Galina Danelia-Yurkova ca Liudmila (Lucia), soția lui Mașkov
- Levan Gabriadze ca Ghedevan Alexandrovici Alexidze (Lăutarul)
- Anatoli Serenko ca Rătăcitorul Desculț din Uzm
- Iuri Iakovlev ca Bi Patsak, un cântăreț rătăcitor
- Evgheni Leonov ca Wef Chatlanianul, un cântăreț rătăcitor

## Lansare
A fost lansat în anul 1987 și a avut parte de un mare succes comercial, fiind vizionat de 15,7 milioane de spectatori în cinematografele din Uniunea Sovietică.